# Hogna antiguiana
Hogna antiguiana är en spindelart som beskrevs av Roewer 1955. Hogna antiguiana ingår i släktet Hogna och familjen vargspindlar. Inga underarter finns listade i Catalogue of Life.